# Distretto di Ėrdėnėtcagaan
Il distretto di Ėrdėnėtcagaan è uno dei tredici distretti (sum) in cui è suddivisa la provincia di Sùhbaatar, in Mongolia. Conta una popolazione di 2.813 abitanti (censimento 2009). 